# 杰弗里·加藤
杰弗里·加藤（英語：Jeffrey E. Garten，1946年10月29日—），犹太人，耶鲁管理学院院长，曾在理查德·尼克松，杰拉尔德·福特、吉米·卡特、比尔·克林顿政府时期担任参与外交政策和经济事务的职务。

## 生平
1946年出生于纽约的军人家庭。1968年在美国陆军中服役。1971年任泰国皇家陆军顾问。1985年任黑石集团董事兼总经理。1993年任国际贸易商务部副部长。1996年加担任耶鲁管理学院院长。2006年筹立加藤罗斯科夫咨询公司。